# Diou (Burkina Faso)
Pour les articles homonymes, voir Diou.
Diou est commune rurale située dans le département de Kordié de la province de Sanguié dans la région du Centre-Ouest au Burkina Faso.